# روكارومانا
روكارومانا؛ هي بلدية (بلدية) في مقاطعة كاسيرتا في منطقة كامبانيا الإيطالية ، تقع على بعد حوالي 50 كيلومتر (31 ميل) شمال نابولي. وحوالي 25 كيلومتر (16 ميل) شمال غرب كاسيرتا.

## الناس
- أنطونيو سينيز، شاعر